# Transportorganisation des Bundes
Die Transportorganisation des Bundes (TOB) ist  ein freiwilliger bundesweiter Zusammenschluss von ca. 600 Speditionen, die über ca. 12.000 Lastzüge oder Sattelzüge und 68 Autokräne verfügen. Dieser Zusammenschluss wird vom Bundesamt für Logistik und Mobilität koordiniert und wird für Transportaufgaben im Notfall vorgehalten.
Die Transportorganisation des Bundes ist bundesweit in 150 Transportleistungszentren (TLZ) unterteilt und hat ein Transportvolumen von etwa 190.000 Tonnen.
Rechtlich ist die Transportorganisation des Bundes durch das Verkehrssicherstellungsgesetz legitimiert und darf nur in Notfällen eingesetzt werden:
- Verteidigungsfall
- Spannungsfall
- Bündnisfall
- Fall der besonderen Zustimmung durch den Bundestag

Ist die Beförderung lebenswichtiger Güter für die Bevölkerung nicht mehr gewährleistet, wird die Transportleistung von TOB-Unternehmen in Anspruch genommen. Die TOB-Unternehmen werden dafür vorbereitet, indem
- ihre Kommunikationsumgebung im Notfall nicht abgeschaltet wird
- der Personalbestand im jeweiligen Unternehmen kontrolliert wird
- Fahrzeuge und wichtiges Personal nicht durch die Bundeswehr verplant werden dürfen (Unabkömmlichstellungen)

Beteiligte Unternehmen und deren für die Teilnahme an der TOB beteiligtes Personal sollen über Merkblätter über Rahmenbedingungen und Details der Tätigkeit informiert werden.
Die teilnehmenden Fahrzeuge (ggf. zu Kolonnen zusammengefasst) sollen einheitlich gekennzeichnet werden.
Eine Einrichtung mit vergleichbaren Aufgaben haben die Bundesländer mit der Transportorganisationen der Länder (TOL) aufgestellt. Sie soll für die Sicherstellung lebenswichtiger Gütertransporte zur Versorgung der Bevölkerung und der Streitkräfte auf regionaler Ebene sorgen.